# Freuden-Salven
Freuden-Salven ist ein Walzer von Johann Strauss (Sohn) (op. 171). Das Werk wurde am 17. Juli 1855 im Volksgarten in Wien erstmals aufgeführt.